# Wang Qu

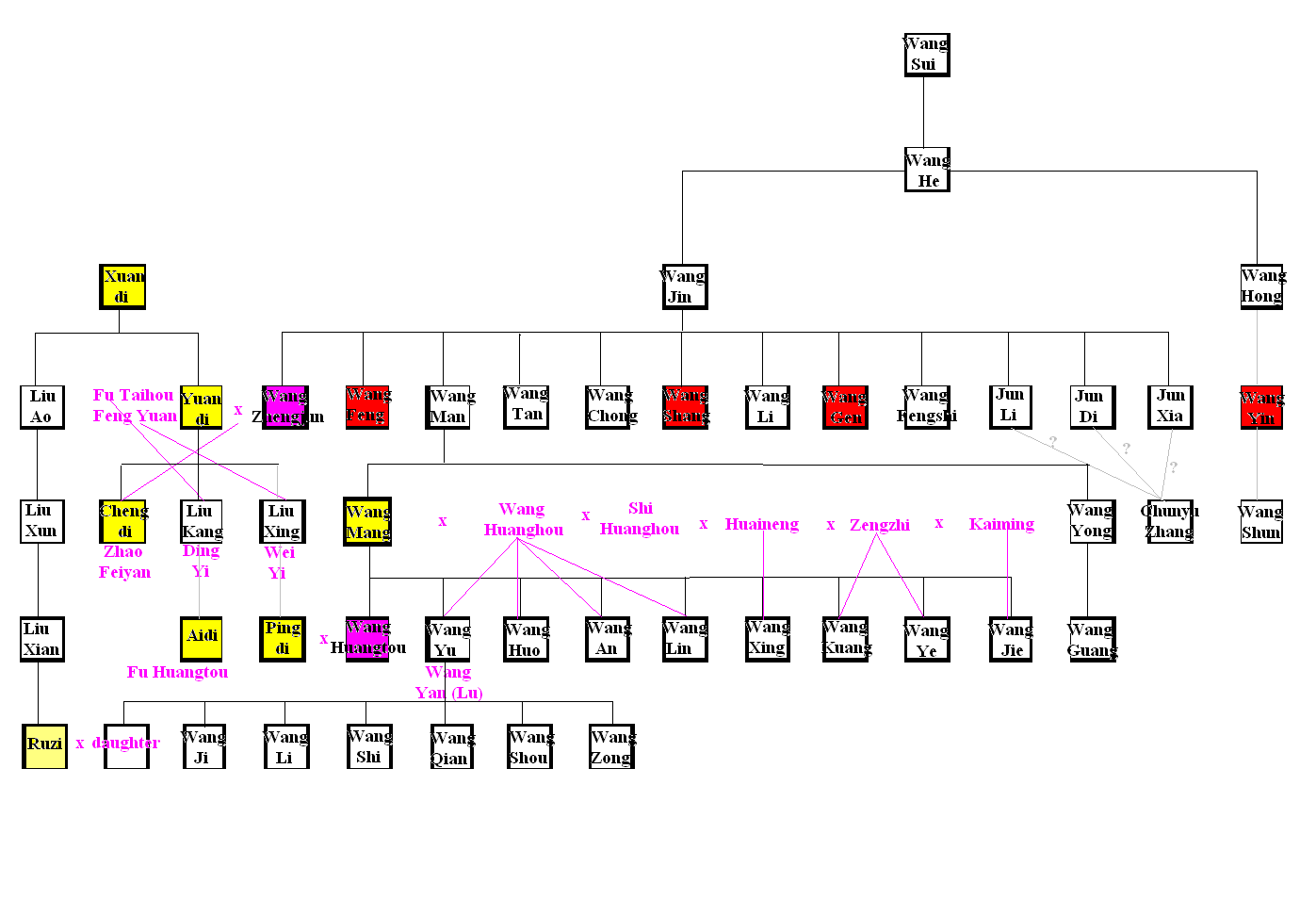
Stamboom van de familie Wang

Wang Qu (†8 na Chr.) was de moeder van de Chinese keizer Wang Mang en de echtgenote van Wang Man.

## Biografie
Haar man, Wang Man, overleed toen hun zoon Wang Mang nog jong was. Wang Mang moet zorgzaam voor zijn moeder zijn geweest. Zo zou hij tijdens het huwelijk van zijn oudste zoon, Wang Yu de festiviteiten meerdere malen hebben verlaten om zijn toen zieke moeder te bezoeken. In 4 na Chr. ontving zij van Wang Mang de eretitel Gongxian jun (功顯君).
Toen zijn moeder in het jaar 8 overleed, werd Wang Mang voor een dilemma geplaatst. Van de ene kant wilde hij zich tonen als een oprechte Confucianist. Dit zou betekenen dat hij een verplichte rouwperiode van drie jaar in acht moest nemen. Van de andere kant was hij bezig met voorbereidingen om tot keizer te worden geproclameerd. Die zouden stil komen te liggen als hij zich aan die drie jaar zou houden. Daarom liet hij Wang Zhengjun, de Verheven keizerin-weduwe een commissie instellen van 78 geleerde Confucianisten onder leiding van zijn loyale volgeling, de astronoom Liu Xin. Die oordeelde dat de staatsfuncties die Wang Mang uitoefende (waarnemend keizer en regent voor Liu Ying) belangrijker waren dan het voortdurend moeten tonen van rouw voor een familielid. Slechts tijdens rouwbijeenkomsten met zijn eigen edelen diende de (waarnemend) keizer eenvoudige rouwkleding te dragen, gemaakt van hennep. Dit was zo voorgeschreven in het rituele handboek Zhouli. Wang Mang woonde slechts twee van die bijeenkomsten bij en kon zich verder zonder gezichtsverlies aan het publiekelijk rouwen onttrekken. Die taak droeg hij op aan zijn kleinzoon, Wang Zong.
In 23 verspreidde Wang She, neef en naaste medewerker van Wang Mang het bericht dat Wang Man niet de vader van Wang Mang zou zijn, maar dat hij een onwettig kind van Wang Qu was. Hierdoor wist hij Liu Xin, eveneens een vertrouweling van Wang Mang zover te krijgen dat die zijn plan voor een aanslag op Wang Mang ging ondersteunen. Uiteindelijk mislukte de aanslag, omdat het plan voortijdig uitlekte.